# Ehrharta festucacea
Ehrharta festucacea är en gräsart som beskrevs av Carl Ludwig von Willdenow, Schult. och Julius Hermann Schultes. Ehrharta festucacea ingår i släktet Ehrharta och familjen gräs.
Artens utbredningsområde är Madagaskar. Inga underarter finns listade i Catalogue of Life.